# シラ・プアフィシ
シラ・プアフィシ（Sila Puafisi、1988年4月15日 - ）は、トンガ出身のラグビーユニオン選手。

## プロフィール
- トンガ出身[1]。
- ポジションはプロップ(PR)。
- 身長 185cm、体重 135kg
- トンガ代表キャップは31（2022年6月現在）。
- トンガサムライXVスコッドに選ばれたことがある[2]。

## 来歴
トンガカレッジ卒業後、タスマン、グロスター、グラスゴー・ウォリアーズ、CAブリーヴ、ラ・ロシェルを経て、2022年、花園近鉄ライナーズに加入。同年4月1日に行われたJAPAN RUGBY LEAGUE ONE第9節日野レッドドルフィンズ戦にて先発出場で日本での公式戦初出場を果たした。同年5月、花園近鉄ライナーズを退団した。